# 千賊断崖
千賊断崖（せんぞくだんがい）は、兵庫県新温泉町の諸寄海岸にある高さ180メートルの崖。千束断崖とも。山陰海岸国立公園および山陰海岸ジオパークに属する。
崖を構成する安山岩の模様が積み上げられた藁束のようであることが名称の由来とされる。

## 概要
中新世は八鹿累層の玄武岩質安山岩の重層構造で形成された高さ180mの垂直に近い崖で、このような巨大な海崖は本州において他に例を見ない。
矢城ケ鼻の西にある諸寄東ノ洞門の隣に位置しており、「千束断崖と諸寄東洞門」として共に山陰海岸ジオパーク百選に登録されている。

## 所在地・交通アクセス
- 所在地 - 兵庫県美方郡新温泉町諸寄
- 交通アクセス - JR山陰本線諸寄駅 徒歩20分